# 幼児教室
幼児教室（ようじきょうしつ）とは、小学校入学前の幼児のための学習教室のこと。ただし、能力や資質のあるなし、また方向性が定かではない幼児のためのものなので、ニーズも内容も多様であり、小学校受験対策から、音楽、リトミックなどの音感、運動教育、英語やお絵かきまで多岐にわたっている。
似た名称のチャイルドルームという一時的な託児を引き受ける施設もあるが、それとは目的も性格も異なるサービスである。